# Oliva de Mérida
Oliva de Mérida és un municipi de la província de Badajoz en Extremadura, Espanya.

## Geografia
Està enclavat en la ruta de Don Benito a Mèrida. Distància d'uns 9 km de Guareña i a uns 27 km de la ciutat de Mèrida.

## Economia
L'economia és bàsicament agrícola, amb especial preponderància en l'oliva, els cereals (blat).

## Monuments
Té com monuments més importants l'Eslglèsia, de construcció austera i elegant, així com un antic cementiri que emergeix solitari en la muntanya annexa (El morro), i la casa de la encomienda als afores de la localitat direcció Villagonzalo.
Oliva de Mérida també compta amb un jaciment arqueològic anomenat El Palomar, el mateix fou descobert quan començaren les obres de la carretera a Palomas. De dit jaciment se sap ben poc, perquè no es varen fer les investigacions necessàries i en aquells moments era més important la carretera que estudiar l'assentament.
En la serra de Francisca existeixen pintures rupestres, o almenys existien en la cova de La Charneca.

## Festes locals
- Las Candelas, festes patronals que se celebren el 2 de febrer.
- Sant Isidre, se celebra el 15 de maig.
- Fira de Santa Maria d'agost entre els dies 15 i 18 del mateix mes.